# Epropetes variabile
Epropetes variabile là một loài bọ cánh cứng trong họ Cerambycidae.